# Laurence Rossignol

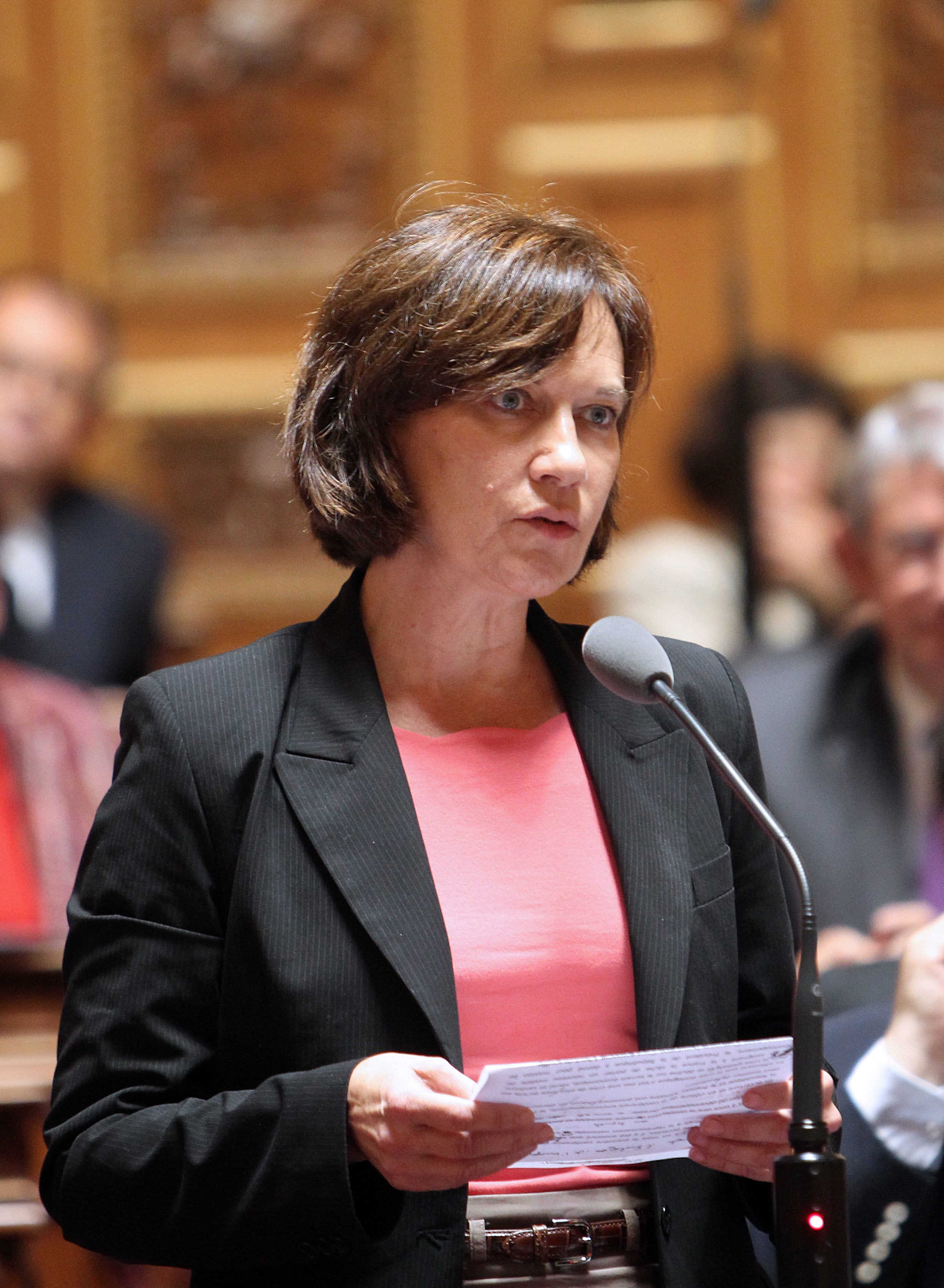

Laurence Michelle Rossignol (* 22. Dezember 1957 in La Garenne-Colombes) ist eine französische Politikerin, Juristin und setzt sich für Feminismus ein. Sie ist seit September 2023 Senatorin für das Département Val-de-Marne.
Rossignol ist seit 1981 Mitglied der Sozialistischen Partei (PS) und war von 2014 bis 2017 in verschiedenen Regierungsämtern tätig. Von 2016 bis 2017 war sie Ministerin für Familien, Kindheit und Frauenrechte im Kabinett Cazeneuve unter Präsident François Hollande.

## Leben

### Jugend und politische Anfänge
Laurence Rossignol wurde am 22. Dezember 1957 in La Garenne-Colombes als Tochter einer Krankenschwester/Podologin und eines Angestellten in der Privatwirtschaft geboren. Sie wuchs in einer laizistischen Familie der politischen Linken auf, in der man die Werke von Simone de Beauvoir, die Zeitung L’Humanité und La Vie Ouvrière las.
Ihr politisches Engagement begann 1973 im Alter von 13 Jahren, als sie sich gegen die Bildungsreformen der Bildungsministerin Alice Saunier-Seïté mobilisierte. Von 1976 bis 1981 war sie Mitglied der trotzkistischen Revolutionär-kommunistischen Liga (LCR). Sie war während ihrer Studienzeit auch in der feministischen Zeitschrift Les Pétroleuses aktiv, die sich als Sprachrohr der „Klassenkampf-Tendenz der Frauenbefreiungsbewegung“ verstand. 1981 verließ sie die LCR und trat der Sozialistischen Partei bei.

### Studium und Berufsweg
Rossignol studierte Rechtswissenschaften an der Universität Burgund in Dijon und später an der Universität Paris I Panthéon-Sorbonne, wo sie einen DEA in Arbeitsrecht erwarb. Sie ist Juristin und arbeitete als Rechtsjournalistin.
Von 1993 bis 2011 war sie als Juristin bei der Studentenkrankenkasse LMDE (ehemals MNEF) beschäftigt.

## Politische Laufbahn

### Regionale Politik
Rossignol war Gemeinderätin in Compiègne und von 1998 bis 2014 Regionalrätin der Picardie. Von 2004 bis 2014 war sie stellvertretende Vorsitzende des Regionalrats der Picardie unter Claude Gewerc.

### Senatorin
2011 wurde Rossignol zur Senatorin für das Département Oise gewählt. Nach ihrer Berufung in die Regierung 2014 unterbrach sie ihr Senatsmandat und nahm es 2017 wieder auf. Sie wurde im September 2017 in diesem Amt bestätigt.
Von Oktober 2020 bis Oktober 2023 war sie stellvertretende Vorsitzende des Senats.
Bei den Senatswahlen 2023 kandidierte sie erfolgreich für das Département Val-de-Marne, nachdem die Sozialistische Partei sie nicht erneut für die Oise nominiert hatte. Der erste Sekretär der PS, Olivier Faure, setzte diese Lösung durch, die lokal nicht gut ankam.

### Regierungsämter
Von April 2014 bis Februar 2016 war Rossignol Staatssekretärin für Familie, ältere Menschen, Autonomie und Kindheit in den Kabinetten Valls I und II unter Ministerin Marisol Touraine.
Am 11. Februar 2016 wurde sie zur Ministerin für Familien, Kindheit und Frauenrechte ernannt und behielt dieses Amt bis zum Ende der Amtszeit von Präsident François Hollande im Mai 2017.

## Politische Positionen und Engagement
Rossignol ist eine überzeugte Feministin und setzt sich seit den 1970er Jahren für Frauenrechte ein. Als Mitglied der LCR war sie an den Kämpfen gegen Vergewaltigung und Gewalt gegen Frauen beteiligt, die 1980 zur Verabschiedung eines Gesetzes führten, das Vergewaltigung als Verbrechen einstufte.
Als Ministerin arbeitete sie eng mit der Commission nationale consultative des droits de l'homme (CNCDH) bei der Förderung der Frauenrechte zusammen.